# Ахмед Гумаюн
Ахмед Гумаюн (англ. Humayun Ahmed, 13 листопада 1948 — 19 липня 2012) — бангладешський письменник, драматург, сценарист і кінорежисер. Найбільш розповсюджена англомовна газета Пакистану згадувала про нього як про легенду культури Бангладешу. Ахмед досяг піку своєї слави з публікацією свого роману Нондіто Нороке (В Блаженному Пеклі) в 1972 році, який залишається одним з найвідоміших його робіт, та яким захоплювалися літературні критики, у тому числі доктор Ахмед Саріф. Він написав більше 200 фантастичних і наукових книг, всі з яких були бестселерами в Бангладеші. Авторський стиль Ахмеда був охарактеризований як магічний реалізм. Суніл Ґанґопадгяй описував його як найпопулярнішого письменника, що писав на бенгальській мові протягом століття і, згідно з його твердженням, Ахмед був навіть більш популярний, ніж Сарат Чандра Чаттопадгяй. Книги Ахмеда були хітом продажу на книжковому ярмарку Екушей протягом 1990-х і 2000-х років.

## Освіта і професійне життя
Хумаюн Ахмед отримав атестат про середню освіту (АСО) у школі Боґра Зілла і зайняв друге місце за досягнення на навчально-методичній раді Ражшагі. Хумаюн Ахмед отримав атестат про вищу середню освіту (АВСО) у коледжі Дакка. Після проходження Комісії з відбору персоналу Харіани, Ахмед отримав ступінь бакалавра наук з відзнакою з хімії, а потім ступінь магістра з відзнакою першого класу в університеті Дакки. Після закінчення навчального закладу, Хумаюн Ахмед працював професором викладачем в Аграрному університеті Бангладеш протягом шести місяців, поки не влаштувався до коледжу Дакки як викладач з хімії. Незабаром після цього він вирушив до Сполучених Штатів, щоб отримати докторський ступінь з полімерної хімії у Державному університеті Північної Дакоти.

## Телебачення і кіно
Його першою телевізійною драмою був "Протгом Прогор" (Перший Момент) в 1983 році, режисером якої був Навазеш Алі Хан. Його першим драматичним серіалом була Еі Шоб Дін Ратри (Казка про наші повсякденні життя). За ним були комедійні серіали Богубрігі, історично-драматичний серіал Айомой і урбаністично-драматичний серіал Котгао Кью ней (Нікого ніде немає). Останній підкреслював вигаданий характер ідеалістичного лідера банди на ім'я Бейкер Бхаі, який був помилково засуджений і страчений.
Ахмед режисерував фільми, основою яких були його власні оповідання. Його перший фільм «Аґунер Порошмоні», головною темою якого була визвольна війна, виграв Національну кінематографічну премію в усіх восьми категоріях, у тому числі за найкращий фільм і найкращий режисер. Тема Визвольної війни часто зустрічається в його оповіданнях і загалом базується на спогадах Ахмеда про цю війну та страти його батька під час цієї війни. Основною темою фільму Ахмеда ШямалЧгая була визвольна війна 1971 року.
Ахмед також писав пісні для кількох з його власних фільмів і п'єс. Деякі з найбільш відомих це: Амі АажБгежабоЧохСомудрержолей, ЧадніПошорРатей і АмааарАчейжол.
Його фільм 2012 року Ґгетупутра Камолавас був обраний як дебют Бангладеш у номінації за найкращий фільм іноземною мовою на 85 -й церемонії вручення премії Оскар, але не потрапив до остаточного списку фіналістів.

## Особисте життя
У 1973 році Ахмед одружився з Гюльтекін. У них було три доньки: Нова, Шила і Біпаша та один син Нахеш. Ахмед закохався в телевізійну актрису в середині 1990-х років. Пізніше, в 2003 році Ахмед розлучилися з Гюльтекін і одружився з Мегер Афроз Шаон в 2005 році. У нього було два сини від другого шлюбу: Нишед і Нініт.

### Смерть
У 2011 році Ахмеду був поставлений діагноз раку прямої кишки. Він помер 19 липня 2012 року об 11.20 вечора за стандартним часом Бангладешу у лікарні Беллевує в Нью-Йорку. Він був похований у своєму маєтку Нугаш Поллі.